# Rita Abatzi
Rita Abatzi (Smirne, 1914 – Egaleo, 17 giugno 1969) è stata una cantante greca.

## Biografia
Rita Abatzi (in greco: Ρίτα Αμπατζή), talvolta traslitterato anche Abadzi è stata una cantante greca interprete del genere rebetiko.
Il suo anno di nascita non è del tutto certo; infatti alcune fonti indicano il 1903 mentre altre indicano il 1914.
Di fatto, dei suoi anni giovanili si sa molto poco.
Nata in un sobborgo di Smirne, giunse in Grecia nel 1922 assieme alla madre e alla sorella tra gli esuli scampati dall'eccidio di Smirne, mentre suo padre risulta disperso nel disastroso incendio.
Anche sua sorella Sofia Karivali è stata una cantante di Rebetiko, ma ottenendo minore notorietà.
È riportato che verso il 1930-1931, Rita Abatzi era stata invitata alla festa di matrimonio di una sua vicina di casa e in quell'occasione Rita cantò una canzone sorprendendo, per la sua eccellente interpretazione, tutti i presenti incluso i musicanti Stellakis Perpiniadis e Kostas Nouros che l'avviarono alla carriera di cantante nell'industria discografica.
Nella decade successiva incise oltre 300 dischi a 78 giri, assieme ai maggiori compositori e musicisti dell'epoca, imponendosi nei generi rebetiko, smyrneiko e tradizionale rivaleggiando in popolarità solo con Roza Eskenazi, cantante rebetica altrettanto famosa negli anni '30.
Nella vita privata, dopo un primo matrimonio finito con un divorzio, sposò in seconde nozze Stelios Kritikos, un suonatore di santouri, con il quale visse a Egaleo vicino ad Atene.